# Про фальшивість Костянтинового дару

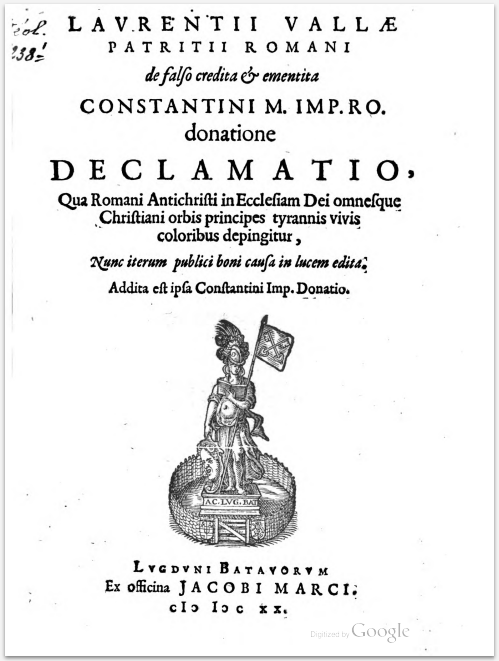
Lorenzo Valla. «De falso credita et ementita Constantini donatione declamatio». 1620

Про фальшивість Костянтинового дару (лат. De falso credita et ementita Constantini Donatione declamatio)— скорочена назва твору італійського гуманіста Лоренцо Валла, знавця мов і текстолога, про фальшивість старовинної грамоти щодо передачі майнових прав папам римським на землі Західної Європи.

## Історія питання
Костянтинів дар — специфічна старовинна грамота нібито дана імператором Східної Римської імперії папі римському Сільвестру І на майнові права в Західній Європі. Зберігалась в архіві Ватикана і написана латиною. В період середньовіччя, коли папи римські не задовольнились тільки духовною владою над душами вірян і загарбали владу світську, грамота Костянтинів дар допомагала підтверджувати світську владу пап як «божествене право». В тексті імператор дякував папі за залучення до істинного віровчення та надавав намісникам престолу св. Петра  владу і шану, урівнявши його з самим імператором (!). Шана простиралась і на кардиналів, яких імператор нібито прирівняв до сенаторів. Згідно грамоті папи римські отримували нібито владу над Римом, Італією та всією Західною частиною Римської імперії. Благодійник-імператор залишав собі лише світську владу над Західною Римською імперією.

## Реальність
Реальність була набагато складнішою. Папи римські не мали повної адміністративної влади навіть в межах Італії, де формувались і виникали державні утворення, ніяк не підкорені папам. Серед нічим не зацікавлених в міцній світській владі папи були землевласники, феодальні володарі і світське чиновництво. Створення папської держави наражалось на відкритий спротив фінансових і адміністративних чиновників Італаї, юристів, трибунів і судей. Нікуди не подівся і феодальний сепаратизм — прагнення до самостійності у феодалів. Світське чиновницто відкрито відмовлялось отримувати призначення на посади від папських управленців, а тим паче платити suffragium, особливий папський податок з визнанням васальної залежності. Спротив впливових землевласників і феодалів мав місце з початку формування папської держави. Ще гіршим був стан справ з визнанням прав папи в державних утвореннях Західної Європи. Папи не мали значних адміністративних і політичних важелів в цих державних утвореннях. Навпаки, значний військовий і політичний вплив на папську адміністрацію мав король франків. Представник короля був присутній на всіх виборах пап і впливав на сприятливий для нього результат. Король франків Карл навіть утворив в Італії Равеннську релігійну державу під патронатом Св. Аполлінарія (куди увійшли землі і міста Болонья, Чезена, Імола). З території  Равеннської держави виженуть все чисто чиновництво пап.

## Дослідження Лоренцо Валла
Сумніви щодо Костянтинового дару з'явились давно і через широку практику фальшування документів в добу середньовіччя, і через низку невідповідностей тексту тодішній юридичній практиці. Ці сумніви розділяли розумні і нескорені вороги римських пап через значну невідповідність реаліям в стосунках пап і імператора, і через здатність римських пап постійно породжувати впливових ворогів. До того ж, церква як духовний заклад наголошувала нестяжання, незацікавленість в матеріальних справах і мала згідно цих заяв відмовитись від майнових прав в Західній Європі, чого абсолютно не було на практиці.
Сумніви щодо істинності Костянтинового дару мав вже Микола Кузанський. До аналізу тексту Костянтинового дару залучився і текстолог і знавець мов (давньогрецької і давньоримської, класичної, а не вульгарної, середньовічної латини ) Лоренцо Валла (1407—1457).3 1429 року Лоренцо Валла влаштувався викладачем в приватну школу, а з 1431 року — перейшов в університет. Праця подалі від Ватикану і в провінції сприяла розкутості думок початківця, не обмежених папською цензурою і обачністю. Критичні зауваження щодо середньовічної схоластики і вульгарної латини гонорових викладачів сприяли появі ворогів. Стан викладача погіршив його твір «Про девізи і геральдичні символи», де була сатира на викладачів-юристів. На суперника і критика  зробили замах, котрий організували ображені викладачі-юристи і Лоренцо Валла був вимушений покинути Павію.
Під час праці секретарем неаполітанського короля вже немолодий Лоренцо Валла, схильний до досліджень і критичного перегляду діяльності будь-яких осіб і політичних явищ, наважився цього разу критикувати курію папи римського. Серед критичних творів Лоренцо Валли неаполітанського періоду - і скандально відомий трактат  «Про фальшивість Костянтинового дару», спираючись на який Ватикан виправдовував власні пільги нібито отримані ще за дарунком імператора Костянтина. Лоренцо Валла науково обґрунтував невідповідність тексту грамоти стилю доби. Валла вказав на повну відсутність вказівок на важливу грамоту імператора в архівах і літописах, на повну відсутність вказівок в нумізматичних матеріалах. Лоренцо Валла аналізував  документ с позицій філології, історії, географії і виявив невідповідності реаліям філологічним, історичним і географічним. Дивацьки невідповідною добі була і варварська латина документа, фаховим знавцем якої він був.

## Спроби покарання Ватиканом сміливого науковця
1444 року на наукові і критичні дослідження Валли папа римський і курія відповіли доносом в інквізицію і проти Валли заочно розпочали судове переслідування. Папа римський не мав юридичних прав на переслідування мешканців Неаполітанського королівства (де працював тоді Лоренцо Валла), чим пізніше скористається і бандиткуватий, неврівноважений  художник Мікеланджело да Караваджо, що теж шукатиме захисту від суду папи в Неаполі. Лоренцо Валлу від інквізиції врятував захист самого неаполітанського короля.
Трактат Лоренцо Валли існував в рукописі і розповсюджувався в копіях. За припущеннями, трактат створений по замові короля Неаполя Альфонса Арагонського, що ворогував з папськими обранцями. Вперше надрукований 1517 року.